# شركة تهامة للإعلان والعلاقات العامة
تهامة للإعلان والعلاقات العامة والتسويق القابضة هي شركة مساهمة سعودية، بدأت نشاطها كشركة ذات مسئولية محدودة في الرابع عشر من مايو عام 1974م ثم تحولت إلى شركة مساهمة سعودية وفقا لنظام الشركات في المملكة العربية السعودية بموجب القرار الوزارى رقم 1397 بتاريخ 29 جمادى الثانية 1403هـ الموافق 13 أبريل 1983م الصادر عن وزارة التجارة والصناعة، كما تعمل الشركة في مجال الإعلان التجارى والعلاقات العامة والتسويق والنشر والتوزيع بموجب ترخيص وزارة الثقافة والاعلام برقم 23232 ويبلغ راسمالها 150 مليون ريال.

## شركات تابعة لشركة تهامة للإعلان والعلاقات العامة
- شركة استدامه العقارية:

هي شركة تطوير واستثمار عقاري بمفهوم عصرى اخذت اسمها استدامة من استراتجيها التي تهدف إلى تعظيم قيمة استثماراتها العقارية سواء في المدى القصير أو الطويل.
- شركة تهامة الدولية للإعلان:

شركة سعودية مساهمة تأسست منذ أكثر من 25 عاماً بمدينة جدة بالمملكة العربية السعودية لتعمل في مجال الإعلان والعلاقات العامة والتسويق والنشر.
وتعد – اليوم – واحدة من كبرى الشركات في مجال الإعلان والإعلام والاتصالات وخدمة الوسائل والعلاقات العامة بالخليج والشرق الأوسط.
إن نشاط الشركة الإعلاني قد أصبح يتركز حالياً على إعلانات الطرق الذي يمثل العمود الفقري لأعمالها بعد انتهاء عقود الشركة الإعلانية مع وسائل الإعلان الصحفي والمرئي.
- شركة الصحفيون المتحدون:

تملك تهامة 50% من رأس المال ومجموعة دلة للإنتاج الفني 32.5% وعماد الدين أديب 17.5% وقد شاركت تهامة في هذه الشركة منذ عام 1990م بهدف الحصول على الامتياز الإعلاني لمجلة كل الناس التي كان يرأس تحريرها الإعلامي / عماد الدين أديب.
- شركة آد آرت ميديـان:

تملك تهامة 75% من رأس المال وقد شاركت تهامة في هذه الشركة منذ عام 1987م حيث تعمل في مجال إعلانات الطرق وما يرتبط به من أعمال تصنيعية سواء داخل المباني أو خارجها وقد نفذت العديد من المشروعات مع جهات حكومية مثل عقود تسميات الشوارع للعديد من امانات المدن بالمملكة، ومع البنوك والشركات الكبرى مثل بنك الراجحي، بنك الرياض والسعودي البريطاني حيث قامت بتصنيع لوحات أسمائها وتصنيع غرف آلات الصرف الآلي لبعضها، ويقع مقر المصنع في المنطقة الصناعية في الرياض.
- الشركة السعودية لبيع مواد الإعلان:

بدأت الشركة نشاطها منذ عام 1995م وتملك تهامة 42.5% من رأس المال وشركة كساب الدولية 42.5% والأستاذ / إبراهيم بن محمد العيسى 15% ويقوم نشاط الشركة على استخدام أحدث الأجهزة والتقنيات المتاحة لأعمال طباعة الإعلان على وسائل الإعلان خارج وداخل المباني ولديها معدات حديثة ونشاطها مكمل لنشاط تهامة – وقد حققت عائدات جيدة ولها قاعدة من العملاء المميزين على مستوى المملكة واهمهم أرامكو حيث شاركت في تنفيذ معارضهم التي أقاموها في بعض مدن المملكة في مناسبات مختلفة، وتغطي فروع الشركة كافة المدن الرئيسة.
- الشركة المتحدة للإعلان:

تم تأسيس هذه الشركة عام 1976 وتبلغ حصة تهامة 99.8% والدكتور عبد الله مناع 0.02 %. إلا إنه في عام 1986 باعت الشركة 50 بالمائة من حصتها في الشركة المتحدة لطرف ثالث وهي شركة ميماك وهي شركة لبنانية مقرها البحرين. وبالتالي، أصبحت حصة تهامة الفعلية 49.9 بالمائة إلا إنه من الناحية القانونية لم يتم نقل ملكية حصة ميماك حتى الآن.
- الشركة الدولية للخدمات الإعلانية (الإنترماركتس):

وجرى تأسيسها منذ عام 1981م مع إحدى الشركات اللبنانية المتخصصة وذلك بموجب ترخيص من لجنة الاستثمار الأجنبي في وزارة الصناعة – آنذاك. وتملك تهامة 51% من رأس مال الشركة التي تملك مكاتب لها في جدة والرياض، وتقدم بالتعاون مع مكاتب الشركة في بقية الدول العربية خدمات متكاملة لعملائها الدوليين والمحليين وقد نفذت الشركة حملات إعلانية لشركات ومؤسسات حكومية ومن أكبر عملاءها: بترو رابغ، سيارات كيا، بنك الجزيرة، العيسى للسيارات.
- شركة تهامة المنى الدولية:

كانت البداية عام 1982م عندما تأسست شركة تهامة الدولية وفي عام 1987 تم دمجها مع مجموعة المنى تحت اسم تهامة المنى الدولية وهي شركة مسجلة في البحرين وتبلغ حصة تهامة في هذه الشركة 81% وظلت الشركة تعمل لسنوات عديدة في خدمة كبار العملاء الدوليين والمحليين ومن بينهم شركة (جي وولتر طومسون الأمريكية) وتنامت أهمية هذا العميل لدى الشركة ولضمان إستمراريته ولأهمية توطيد العلاقة معه التقت رغبات الطرفين في دخوله كشريك اعتباراً من عام 1999م بحصة 51% وأصبحت حصة تهامة 30% والباقي 19% حصة المديرين.
- شركة تهامة للتوزيـع:

تملك تهامة 99% من رأس المال وكانت الشركة تحقق أرباحاً مجزية في بداية سنواتها حيث كانت الشركة السعودية للأبحاث والتسويق شريكاً فيها إلاً أن خروجها مع وسائلها الصحفية ودخولها في منافسة أثر على ربحية الشركة وتعرضت لخسائر وارتأى مجلس مديريها إعادة هيكلتها، وتم إعادة الهيكلة في منتصف 1995م حيث اقتصر نشاط التوزيع على قطاع معين لا يشمل منافذ البيع التقليدية وتمتلك الشركة حصة بنسبة 9% من ملكية رأس مال الشركة الوطنية الموحدة للتوزيع (الشركة الوطنية) وهي شركة ذات مسؤولية محدودة مسجلة في المملكة العربية السعودية حيث نقلت إليها امتياز توزيع المطبوعات التي كانت تتولى توزيعها وجرى تقليص الجهاز التوزيعي من سيارات وعاملين وتخفيض المصروفات الأمر الذي تمكنت معه الشركة من إيقاف الخسائر وتمكنت خلال السنوات الماضية من تغطية جزء كبير من الخسائر المتراكمة وأصبحت الشركة تدر ربحاً سنوياً مجزياً مقارنة بحجم الاستثمار.
- مكتبات تهامة:

أقامت تهامة شبكة من المكتبات منتشرة في كافة مدن المملكة ووفرت الكتب المدرسية والجامعية وتشارك مكتبات تهامة في معارض الكتب العالمية والتي تقام سنويا وعلى رأسها معرض فرانكفورت والقاهرة الدوليان.
- تهامة العلاقات العامة
- شركة تهامة القابضة للاستثمار التجاري:

تم تأسيسها عام 2003م وذلك بغرض الدخول مع الشركة القابضة في تأسيس بعض الشركات الجديدة وأن يكون نشاطها تجارة الجملة والتجزئة في مواد وأدوات الدعاية والإعلان والأدوات والمعدات والأجهزة المكتبية والأثاث المكتبي وشراء الأراضي لإقامة مبان عليها واستثمار هذه المباني بالبيع أو الإيجار لصالح الشركة وإدارة وصيانة وتطوير العقار لصالح الشركة ومقاولات عامة للمباني ومقاولات الطرق والأعمال الكهربائية والميكانيكية والإلكترونية وأعمال المياه والصرف الصحي.

## مجلس إدارة شركة تهامة
- رئيس مجلس الإدارة: المهندس/ ساري بن إبراهيم المعيوف
- المدير وعضو مجلس إدارة: المهندس /عبد الكريم بن إبراهيم المعيوف
- عضو مجلس إدارة: إبراهيم محمد إبراهيم الشبيب
- عضو مجلس إدارة: خالد فهد عبد الله العبد الجبار
- عضو مجلس إدارة وكبارالتنفيذ يين: المهندس / عبد الكريم بن إبراهيم عبد الكريم المعيوف
- عضو مجلس إدارة: بدر بن حسن بن سعيد ماضي